# 7631 Vokrouhlický
7631 Vokrouhlický là một tiểu hành tinh vành đai chính với chu kỳ quỹ đạo là 1333.5527769 ngày (3.65 năm).
Nó được phát hiện ngày 20 tháng 11 năm 1981.